# Via San Mamolo
Via San Mamolo è una strada storica subito fuori mura di Bologna, compresa nel quartiere Santo Stefano, che va dalle mura di Porta San Mamolo terminando in via dei Colli. 
Fino al 1878 era interamente denominata come Strada San Mamolo tutta la via compresa la parte intramuraria, quella che oggi è Via d'Azeglio, lasciando l'antico odonimo per la parte fuori porta. La via prendeva il nome da una chiesa dedicata a San Mamante, poi corrotto volgarmente in San Mamolo. La strada costituisce inoltre un centro nevralgico dell'espansione urbanistica nella direzione dei colli.
La strada si estende sui primi rilievi collinari della città, attraversando zone residenziali e parchi urbani come quello di villa Ghigi. Viene considerata come una delle vie più prestigiose ed eleganti del capoluogo emiliano, dove abitano molte famiglie appartenenti all'alta società bolognese.
La ricchezza che sin dall'inizio caratterizza la zona collinare conferisce ai giovani abitanti della zona lo stereotipo di uno stile di vita abbastanza alto, con un abbigliamento alla moda (prevalentemente sportivo), auto costose ed un uso di prodotti di lusso, al punto che il nomignolo San mamolino tende ad indicare a Bologna anche i giovani con quello stile ma non residenti in quelle zone. Il termine è usato il più delle volte con una connotazione spregiativa, per indicare un tono altezzoso ed esclusivo alto borghese, ripreso dal termine pariolino del quartiere Parioli di Roma, da cui il quartiere Santo Stefano viene considerato un simile a Bologna.